# Weißliche Hainsimse
Die Weißliche oder Weiße Hainsimse (Luzula luzuloides, Syn.: Luzula albida) ist eine Pflanzenart aus der Gattung Hainsimsen (Luzula) innerhalb der Familie der Binsengewächse (Juncaceae).

## Beschreibung

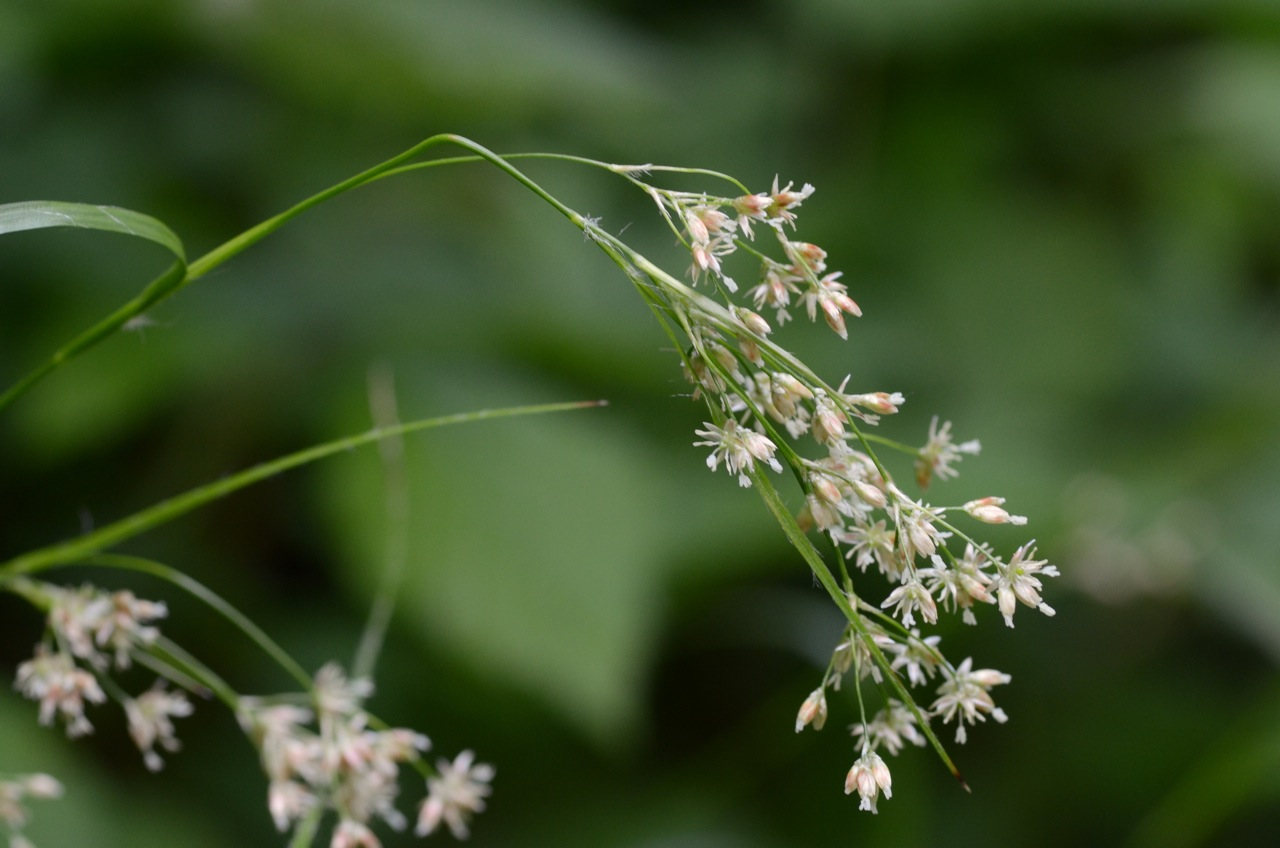
Blütenstand

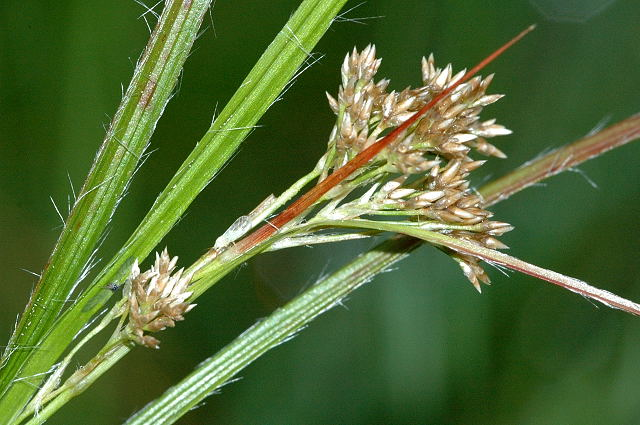
Einzelnes Blütenbüschel

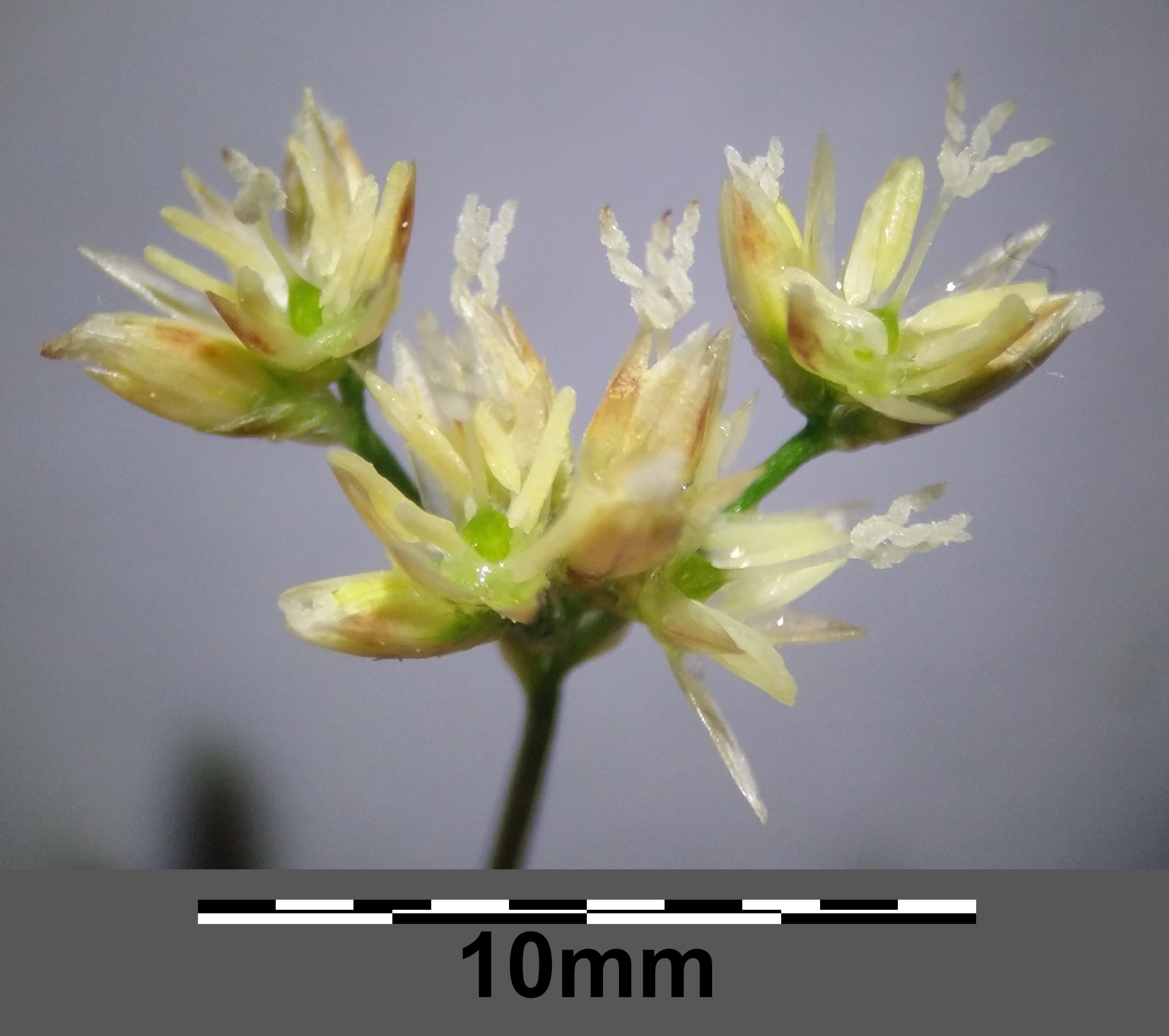
Blüten von Luzula luzuloides subsp. luzuloides

### Vegetative Merkmale
Die Weißliche Hainsimse ist eine ausdauernde krautige Pflanze, die Wuchshöhen von 30 bis meist 40 bis 70 Zentimetern erreicht. Das kriechende Rhizom trägt aber seltener bis 4 Zentimeter lange Ausläufer. Die aufrechten oder aufsteigenden Stängel sind ziemlich dünn, stielrund, glatt und bis zum oberen Ende beblättert. Die untersten Blätter sind bis auf braune bis schwarz-braune Blattscheiden reduziert. Die folgenden Laubblätter haben eine enge, an der Öffnung büschelig gewimperte Blattscheide. Ihre einfache Blattspreite ist bis zu 20 Zentimeter lang, 3 bis 4, ausnahmsweise bis zu 6 Millimeter breit und stark anliegend bewimpert. Die oberen Laubblätter sind oft nur bis 2 Millimeter breit und am Rand ziemlich dicht bewimpert.

### Generative Merkmale
Die Blütezeit reicht von Mai bis Juni. Die Weißliche Hainsimse fällt durch ihre weißlichen oder rötlichen Blüten auf, die aber nicht schneeweiß sind wie bei der Schneeweißen Hainsimse (Luzula nivea). Der endständige und aufrechte Blütenstand ist eine stark zusammengesetzte Doldenrispe oder Spirre. Das unterste Tragblatt des Blütenstands ist laubig und länger als der Blütenstand. Die Vorblätter der Blüten sind breit eiförmig, häutig, oft zerschlitzt und kaum halb so lang wie die Blüten. Zwei bis acht ausgebreitete, 2 bis 4 Millimeter langen Blüten befinden sich locker zusammengesetzten Büscheln. Die Blütenhüllblätter sind bei einer Länge von 2 bis, meist 2,5 bis 3,5 Millimetern lanzettlich mit spitzem oberen Ende, dünnhäutig, schmutzig-weiß oder rötlich bis rot überlaufen. Die äußeren Blütenhüllblätter sind etwas kürzer als die inneren. Die fünf Staubblätter sind etwas kürzer als die Blütenhüllblätter. Die Staubbeutel sind etwa dreimal so lang wie die Staubfäden. Der fadenförmig Griffel ist länger als der Fruchtknoten und endet in langen aufrechten, weißlichen Narben.
Die kastanienbraune und glänzende Kapselfrucht ist mit einer Länge von 2,5 bis 3 Millimetern etwa so lang wie die Blütenhüllblätter und dreiseitig-eiförmig mit zugespitztem oberen Ende. Die kastanien-braunen bis schwärzlichen Samen sind 1,1 bis 1,2 Millimeter lang und haben sehr kleine Anhängsel.
Die Chromosomenzahl beträgt 2n = 12, auch für Luzula luzuloides subsp. rubella.

## Ökologie
Die Weißliche Hainsimse verträgt große Schwankungen der Temperatur und der Luftfeuchtigkeit im Tages- und Jahreswechsel. Der Hemikryptophyt überwintert mit Knospen auf oder direkt unter der Erdoberfläche. Die Ausbreitung der Diasporen erfolgt durch Myrmekochorie.

## Vorkommen
Die Weißliche Hainsimse gedeiht in weiten Teilen Europas, besonders Mitteleuropas sowie des südlichen Nordeuropas, dazu die Karpaten und den Balkan. In Nordamerika ist sie ein Neophyt. In Deutschland ist sie weit verbreitet, in der Oberrheinebene und im Norddeutschen Tiefland allerdings selten oder fehlend.

## Taxonomie und Systematik
Die Erstveröffentlichung von Juncus luzuloides erfolgte 1789 durch Jean-Baptiste de Lamarck in Encyclopedie Méthodique. Botanique .., Band 3 (1), Seite 272. Die Neukombination zu Luzula luzuloides (Lam.) Dandy wurde 1938 durch James Edgar Dandy und Alfred James Wilmott in Journal of Botany, British and Foreign, Band 76, Seite 352 veröffentlicht. Weitere Synonyme für Luzula luzuloides (Lam.) Dandy & Wilmott sind Juncus nemorosus Pollich, Luzula nemorosa (Pollich) E.Mey., Juncus albidus Hoffm., Luzula albida (Hoffm.) DC.
Je nach Autor gibt es etwa zwei Unterarten:
- Gewöhnliche Weißliche Hainsimse (Luzula luzuloides (Lam.) Dandy subsp. luzuloides, Syn.: Luzula albida (Hoffm.) DC. oder Luzula nivea subsp. albida (Hoffm.) Bonnier & Layens): Sie ist durch eine lockere Infloreszenz und durch weiße oder weißliche Perigonblätter gekennzeichnet.[4] Sie ist in Europa in Wäldern allgemein verbreitet.[5] In „Großbritannien“, Schweden, Finnland und Russland kommt sie eingeschleppt vor. In Portugal, Irland, Island, Spitzbergen und auf Inseln im Mittelmeer fehlt sie.[3] Die ökologischen Zeigerwerte nach Landolt et al. 2010 sind in der Schweiz für diese Unterart: Feuchtezahl F = 2+ (frisch), Lichtzahl L = 3 (halbschattig), Reaktionszahl R = 2 (sauer), Temperaturzahl T = 3+ (unter-montan und ober-kollin), Nährstoffzahl N = 2 (nährstoffarm), Kontinentalitätszahl K = 3 (subozeanisch bis subkontinental).[6] Luzula luzuloides subsp. luzuloides kommt gesellig in artenarmen Buchenwäldern oder Buchen-Eichenwäldern vor. Sie bewohnt kalkfreie, mäßig frische, relativ nährstoffarme, saure bis mäßig saure, modrig humose und mittelgründige, steinig-sandige Lehmböden. Sie ist namensgebend für den Hainsimsen-Buchenwald. Sie kommt aber auch in Pflanzengesellschaften der Verbände Carpinion, Quercion roboris oder im Luzulo-Abietetum vor.[2]

- Gerötete Weißliche Hainsimse oder Kupferfarbene Schmalblättrige Hainsimse (Luzula luzuloides subsp. rubella (Hoppe ex Mert. & W.D.J.Koch) Holub, Syn.: Luzula luzuloides subsp. cuprina (Asch. & Graebn.) Chrtek & Křísa; Luzula luzuloides var. erythranthema Wallr.): Sie hat eine dicht zusammengezogene Infloreszenz, hat rötliche Blütenspelzen[4] und abweichende Standortansprüche. Sie wächst im Zwergstrauch-Gestrüpp und in Hochgrasfluren der Alpen und höheren Mittelgebirge Mittel- und Südeuropas.[5] Sie gedeiht in Pflanzengesellschaften der Verbands Calamagrostion oder der Klasse Nardo-Callunetea.[2] In den Allgäuer Alpen gedeiht sie in Höhenlagen von 1300 bis zu 2200 Metern;[7] Sonst erreicht sie in den Alpen sogar 2500 Meter.[1] Es gibt Vorkommen in den Ländern Spanien, Frankreich, Deutschland, der Schweiz, Österreich, Italien, in der früheren Tschechoslowakei und im ehemaligen Jugoslawien, in Polen, in der Ukraine, in Rumänien, Bulgarien, Albanien und Griechenland.[3] Die ökologischen Zeigerwerte nach Landolt et al. 2010 sind in der Schweiz für diese Unterart: Feuchtezahl F = 2+ (frisch), Lichtzahl L = 3 (halbschattig), Reaktionszahl R = 2 (sauer), Temperaturzahl T = 2+ (unter-subalpin und ober-montan), Nährstoffzahl N = 2 (nährstoffarm), Kontinentalitätszahl K = 3 (subozeanisch bis subkontinental).[6]